# خوينات (جزيرة)
خوينات (وتعرف أيضاً بجزيرة بيرشمبيه (بالتركية: Hoynat Adası)‏) هي جزيرة تركية تقع في البحر الأسود.
تقع هذه الجزيرة الصخرية في41°07′03″N 37°43′43″E / 41.11750°N 37.72861°E.  إداريًا، تعتبر جزءاً من منطقة بيرشمبيه في مقاطعة أردو. تبلغ المساحة الإجمالية للجزيرة حوالي 700 متر مربع (7,500 قدم2).
تاريخياً، كانت الجزيرة غير المأهولة مخبأ وموقع تخزين للبحارة. تُعرف الجزيرة الآن بأنها منطقة التكاثر الرئيسية لطيور الغاقة الأوروبية في تركيا. 